# 艾達臣·摩拉斯
艾達臣·辛坦拿·迪摩拉斯（葡萄牙語：Ederson Santana de Moraes，葡萄牙語發音：[ˈɛdɛɾsõ]；1993年8月17日—），巴西職業足球員，司職門將，目前效力於英超俱樂部曼城。

## 球會生涯

### 早年/里奧艾維
艾達臣出生於巴西聖保羅州奧薩斯庫市，於2008年加入本土球會聖保羅青年軍，開展了球員生涯，並在球會渡過了一個球季。在2009年，他以16歲之齡，加盟葡超球會賓菲加，並在青年軍渡過了兩年。在2011年，他加盟葡乙球會列比魯。一年後，他加盟葡超球會里奧艾維，並在2012年夏季正式簽約加盟。在2015年5月，他憑著出色的表現，和入選巴西U23，獲得球會續約至2019年。

### 賓菲加
在2015年6月27日，艾達臣加盟應屆葡超冠軍賓菲加。 他在7月1日正式加盟，簽約五年，合約價值50萬歐元，並設有一條價值4500萬歐元的解約條款。在轉會後，里奧艾維仍然持有艾達臣一半的將來經濟權益。在2015-16球季，艾達臣一開始出任二號門將，擔任同胞的後備。艾達臣首先替預備隊踢了幾場葡甲比賽，並替一隊出戰葡萄牙聯賽盃。在2016年3月5日，艾達臣在對士砵亭的里斯本打吡上，替補受傷的，最終球隊以1:0勝出，而他也成為了一隊的正選門將。他在接下來的聯賽賽事都悉數上陣，協助球隊第35次取得聯賽冠軍及連續第三季取得聯賽冠軍。五天後，他在對馬里迪莫的葡萄牙聯賽盃決賽正選上陣，最終球隊以6:2勝出。除此之外，他還在歐聯上陣三場，協助球隊晉身八強。在下一季，艾達臣穩佔正選，幫助球隊贏得葡超、葡萄牙聯賽盃、葡萄牙超級盃三冠王。

### 曼城
在2017年6月1日，艾達臣以3,500萬鎊(4,000萬歐元)加盟英超球會曼城，使他成為歷史上第二貴的門將，僅次於的5,200萬歐元。儘管艾達臣在歐元計價的轉會費排第二，但他在英鎊計價的轉會費排第一，超越的3,260萬鎊。這次轉會也追平了由所保持的賓菲加球員轉會費紀錄。
加盟後，艾達臣立即成為了正選門將，取代了上季表現欠佳的。他在2017年8月12日作客白禮頓的賽事首次替球隊上陣，最終球隊以2:0勝出，而他也成功保持清白之身。在2017年9月9日對利物浦的賽事上，他被踢中面部，導致他需要縫八針，而文尼也被紅牌罰離場。 儘管如此，他在下星期對飛燕諾的歐聯賽事中依然正選上陣，並帶上保護頭套比賽。

## 國家隊生涯
在2016年，艾達臣入選巴西國家隊備戰百年美洲盃的初選陣容，但最後因傷落選。在2017年10月，艾達臣在2018年國際足協世界盃外圍賽對智利的賽事上，首次替國家隊上陣，最後球隊以3 - 0獲勝。在2018年5月，艾達臣獲選入巴西國家隊出戰2018年世界盃的23人大名單。
2019年5月，艾達臣獲選入巴西國家隊出戰2019年美洲國家盃的23人大名單。 埃德森被列入了卡塔尔举办的2022年国际足联世界杯巴西队名单中。 他在巴西队晋级16强后仅出场了一场比赛，这是一场小组赛的最后一轮，当时球队以0比1输给了喀麦隆国家足球队。

## 榮譽

### 球會
里奧艾維
- 葡萄牙盃亞軍：2013–14
- 葡萄牙聯賽盃亞軍：2013–14

 賓菲加
- 葡超冠軍：2015–16、2016–17
- 葡萄牙盃冠軍：2016–17
- 葡萄牙聯賽盃冠軍：2015–16
- 葡萄牙超級盃冠军: 2016

 曼城
- 英超冠軍：2017–18[22]、2018–19、2020–21[23]、2021–22、2022–23[24]、2023–24
- 英格蘭足總盃冠軍：2018–19、2022–23[25]
- 英格蘭聯賽盃冠軍：2017–18[26]、2018–19、2019–20、2020–21
- 英格蘭社區盾冠軍：2018、2019、2024
- 歐洲冠軍聯賽冠军：2022–23
- 歐洲超級盃冠軍：2023[27]
- 世界冠軍球會盃冠軍：2023[28]

### 國家隊
巴西U23
- 土倫盃冠軍：2014年

 巴西
- 美洲盃足球賽冠軍：2019年

### 個人
- 競賽報年度最佳陣容：2016年[29]
- LPFP葡超年度最佳門將：2016–17球季[30]
- 歐聯突破陣容：2017年[31]
- 健力士世界紀錄最遠龍門球紀錄保持者[32][33]
- 英超金手套奖：2019–20赛季、2020–2021赛季[34]、2021–22赛季
- 國際足協最佳門將：2023年[35]

## 外部連結
- Soccerway資料庫：艾達臣·摩拉斯